# 宁武镇
宁武镇，是中华人民共和国广西壮族自治区南宁市武鸣区下辖的一个乡镇级行政单位。

## 行政区划
宁武镇下辖以下地区：
雄孟社区、张朗村、长安村、旧岑村、伏唐村、东王村、华山村、英烈村、建丰村、梁新村、双卢村、唐村、培桂村和新甫村。